# Hermes da Rosa Correia Barros

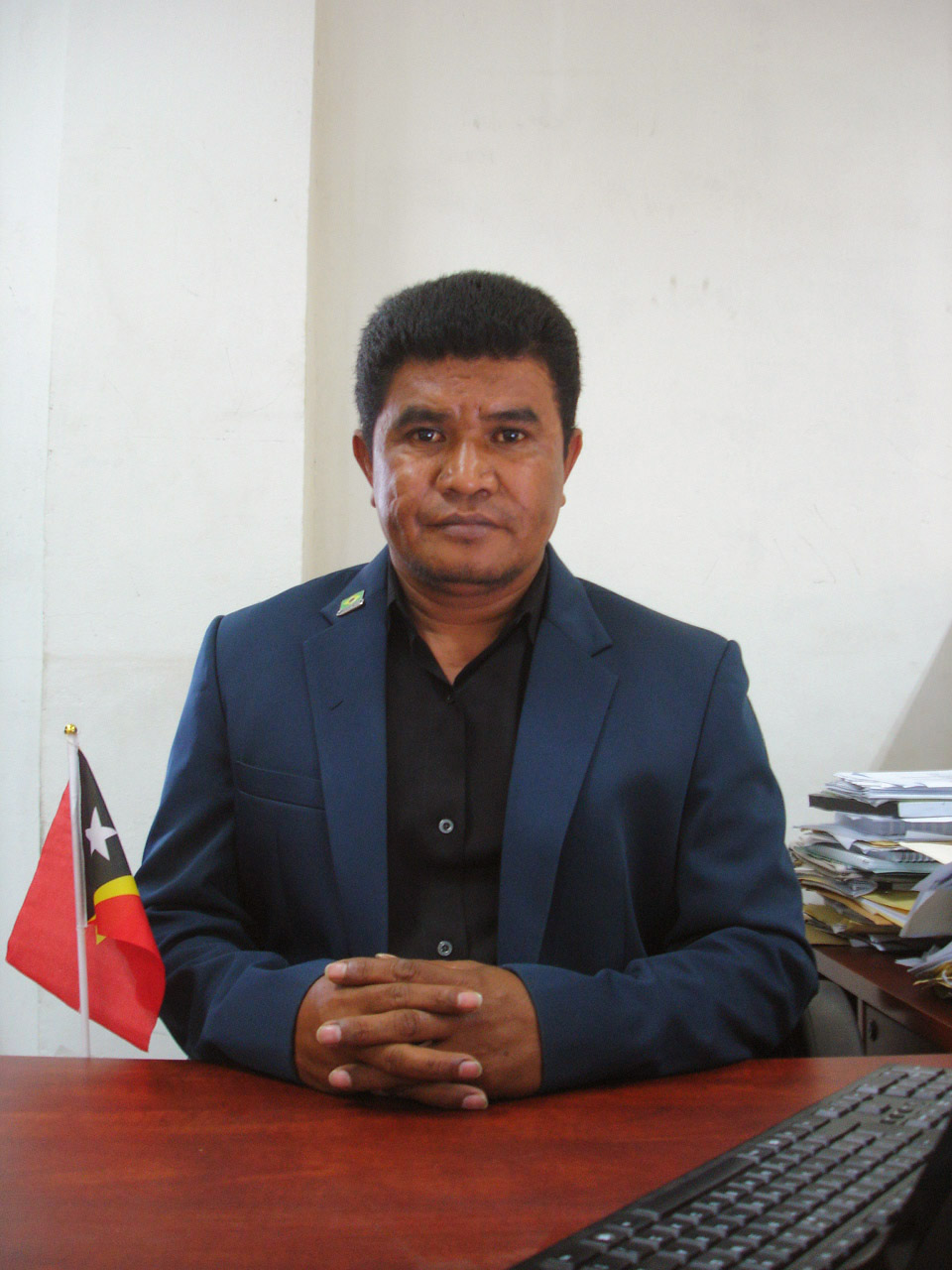
Hermes da Rosa Correia Barros

Hermes da Rosa Correia Barros ist ein Politiker aus Osttimor. Er ist Mitglied der Partido Social Democrata (PSD).
2009 verließ der PSD-Abgeordnete Fernando Dias Gusmão die PSD und das Nationalparlament Osttimors. Ihm folgte am 7. Juli Barros als Nachrücker aus der Wahlliste. Hier war er Mitglied in den Kommissionen für konstitutionelle Angelegenheiten, Justiz, Öffentliche Verwaltung, lokale Rechtsprechung und Gesetzgebung der Regierung (Kommission A) und für Jugend, Sport, Arbeit und Ausbildung (Kommission H). Nachdem aber Mário Viegas Carrascalão im September 2010 als stellvertretender Premierminister zurückgetreten war, nahm er sein Mandat als Abgeordneter wieder auf und Barros fiel wieder aus dem Parlament.
Am 10. Januar 2011 kehrte Barros in das Ministerium für Wirtschaft und Entwicklung zurück, wo er bereits vor seiner Abgeordnetenzeit Dienst tat. Hier wurde er Nationaler Direktor für ländliche Wirtschaftsentwicklung (NDRED). Bei den Parlamentswahlen 2012 war Barros nicht mehr auf der Wahlliste der PSD vertreten. Ohnehin scheiterte die PSD an der Drei-Prozent-Hürde.
Von Februar 2013 bis März 2014 war Barros Nationaldirektor für Lokale Verwaltung im Staatssekretariat für die Dezentralisierung der Verwaltung des Ministeriums für Staatsadministration (MAE) und wurde dann stellvertretender Generaldirektor des Nationalarchivs im MAE. 2019 war Barros wieder Nationaldirektor für Lokale Verwaltung im MAE, danach wurde er im MAE Generaldirektor für Verwaltung und Finanzen.
Am 28. Januar 2022 übergab Barros die Unterlagen zu seiner Kandidatur beim Tribunal de Recurso (deutsch Berufungsgericht) für die Präsidentschaftswahlen in Osttimor 2022. Barros schied in der ersten Runde der Wahlen aus. Er hatte nur 8.030 Stimmen (1,2 %) erhalten.